# BoxRec
BoxRec или boxrec.com — сайт, посвящённый проведению и обновлению записей профессиональных боксёров. Энциклопедия основана на движке Boxrec Wiki, также поддерживает MediaWiki.
Целью сайта является документирование боёв каждого профессионального боксёра. BoxRec публикует рейтинги для всех активных боксёров, а также рейтинги всех боксёров, завершивших спортивную карьеру. В 2005 году BoxRec был официально признан Комиссией Ассоциации Бокса (ABC)

## Описание
Сайт был основан Джоном Шеппардом, английским аналитиком. Шеппард никогда не присутствовал на боксёрских поединках до 1995 года.
Сайт обновляется при помощи редакторов-добровольцев из многих стран по всему миру, по примеру добавления статей в Википедии. Каждый редактор назначается на страну, или, в некоторых случаях, на регионы внутри стран, и поддерживает записи для боксёров этой страны или региона. BoxRec также оценивает каждого активного борца по весовой категории, используя в основе компьютеризированную систему баллов.

## Критика сайта
BoxRec критикуют за неправильные записи для боксёров, особенно раннюю историю бойцов. Промоутер J. Russell Peltz заявил: «В жизни очень мало вещей, которые можно оценить на сто процентов. Но я столкнулся с некоторыми вопиющими ошибками в Boxrec, в основном в исторических записях». Дэн Рафаэль отметил, что «очень много людей имеют доступ к редактированию в Boxrec, и это не всегда хорошо сказывается на точности рекорда. Рекорд Рикардо Майорга был неправильным в течение многих лет».
Промоутер Лу ДиБелла, на вопрос, насколько для него важен BoxRec, заявил, что «тот в боксе, кто говорит, что он не использует BoxRec, является либо слабоумным, либо некомпетентным». Также многие промоутеры, менеджеры и боксёры ориентируются на рейтинги BoxRec.

## Рейтинг лучших боксеров вне зависимости от весовой категории
| номер | Боксёр          | Рекорд         | Весовая категория    | Титул(ы)                                                    |
| ----- | --------------- | -------------- | -------------------- | ----------------------------------------------------------- |
| 1     | Наоя Иноуэ      | 28-0 (25 KO)   | Второй легчайший вес | Чемпион мира по версиям WBO, WBA-super, WBC, IBF            |
| 2     | Сауль Альварес  | 62-2-2 (39 KO) | Второй средний вес   | Чемпион мира по версиям IBF, WBC, WBA-Super, WBO и The Ring |
| 3     | Джервонта Дэвис | 30-0 (28 KO)   | Легкий вес           | Чемпион мира WBA                                            |
| 4     | Теренс Кроуфорд | 41-0 (31 KO)   | Первый средний вес   | Чемпион мира по версиям WBA и WBO                           |
| 5     | Артур Бетербиев | 22-1(20 КО)    | Полутяжелый вес      | Чемпион мира по версиям WBC, WBA-super, IBF, WBO и The Ring |
| 6     | Дзюнто Нактани  | 29-0 (22 KO)   | Легчайший вес        | Чемпион мира WBC                                            |
| 7     | Дмитрий Бивол   | 24-1 (12 KO)   | Полутяжелый вес      |                                                             |
| 8     | Дэвид Бенавидес | 29-0 (24 КО)   | Второй средний вес   | Временный чемпион мира WBC                                  |
| 9     | Шакур Стивенсон | 22-0 (10 KO)   | Легкий вес           | Чемпион мира WBC                                            |
| 10    | Джарон Эннис    | 33-0 (29 KO)   | Полусредний вес      | Чемпион мира IBF                                            |